# غيزيل غونزاليس
غيزيل غونزاليس (بالإسبانية: Giselle González Salgado)‏ هي ممثلة مكسيكية، ولدت في 31 مايو 1969 في مدينة مكسيكو في المكسيك.

## وصلات خارجية
- غيزيل غونزاليس على موقع IMDb (الإنجليزية)